# マン・イン・ザ・ミラー
「マン・イン・ザ・ミラー」（原題：Man In The Mirror）は、アメリカの歌手マイケル・ジャクソンの楽曲。アルバム『Bad』からの第4弾シングルカットである。

## 解説
ゴスペルを基調とした力強いサウンドと政治的な歌詞のメッセージ性が強い印象を残した、マイケルの代表曲である。アルバム『Bad』の収録曲中、自作ではない2曲のうちの一つ。
『Bad World Tour』、『Dangerous World Tour』、『THIS IS IT』のフィナーレとして演奏された。2008年に制作されたベスト・アルバム『King Of Pop』日本盤選曲のアンケートにおいても、「Billie Jean」に続く2位に輝いた。

## ショートフィルム
マイケルの作品に特徴的な、映画のようなつくりのビデオ・クリップ（彼曰くショートフィルム）はこの曲では制作されていない。ビデオ・クリップは人種差別、環境破壊、人類の愚かな争いに反対する様々なニュース映像を繋げたもの。ジョン・F・ケネディ、ロバート・ケネディ、マーティー・ルーサー・キング・ジュニア、ジョン・レノン、マハトマ・ガンジー、マザー・テレサ、アドルフ・ヒトラー、ルーホッラー・ホメイニーなどの歴史的人物のクリップが多く登場する。マイケル本人は最後の方で、1987年の来日時に日本の幼稚園を訪問した際に、沢山の子供たちに囲まれている所にだけ登場する。